# Driedaagse van Antwerpen
Driedaagse van Antwerpen (nederländska) eller Trois jours d'Anvers (franska), på svenska "Antwerpens tredagars" var ett belgiskt etapplopp i landsvägscykling som avhölls 1954–1958 samt med en sista upplaga 1960. Tävlingen avhölls i provinsen Antwerpen och bestod vanligen av fem etapper (1954 sex), varav en vanligen var ett lagtempo och en ett individuellt tempolopp. 

## Podieplaceringar
| År   | Vinnare         | Tvåa            | Trea              |
| 1954 | Wim van Est     | Guido De Santi  | Hugo Koblet       |
| 1955 | Germain Derycke | René Mertens    | André Vlayen      |
| 1956 | Rik Van Looy    | Raymond Impanis | Wim van Est       |
| 1957 | Leon Van Daele  | Gilbert Desmet  | Joseph Planckaert |
| 1958 | André Vlayen    | Rik Van Looy    | Frans Aerenhouts  |
| 1959 | ej avhållet     | ej avhållet     | ej avhållet       |
| 1960 | Eddy Pauwels    | Rolf Wolfshohl  | Lode Troonbeeckx  |

## Etappsegrare
| Dag | Etapp | År                  | År                  | År                 | År                  | År                        | År                  |
| Dag | Etapp | 1954                | 1955                | 1956               | 1957                | 1958                      | 1960                |
| --- | ----- | ------------------- | ------------------- | ------------------ | ------------------- | ------------------------- | ------------------- |
| 1   | a     | Hugo Koblet (ITT)   | André Noyelle       | Willy Vannitsen    | Leon Van Daele      | Libertas - Dr. Mann (TTT) | Jan Hoevenaers      |
| 1   | b     | Germain Derycke     | Elvé-Peugeot (TTT)  | Willy Vannitsen    | Leon Van Daele      | Miguel Poblet             | Saint-Raphaël (TTT) |
| 2   | a     | Karel Borgmans      | André Darrigade     | Rik Van Looy       | Jean Brankart (ITT) | Rik Van Looy              | Rik Van Looy        |
| 2   | b     | Nederländerna (TTT) | André Darrigade     | Van Hauwaert (TTT) | Rik Van Steenbergen | André Vlayen              | Dr. Mann (TTT)      |
| 3   | a     | Rik Van Looy        | Jean Brankart (ITT) | Wim van Est (ITT)  | Rik Van Looy        | Joseph Schils             | Willy Butzen        |
| 3   | b     | Hugo Koblet         | Bernard Gauthier    | Willy Truye        | Rik Van Looy        | Joseph Schils             | Willy Butzen        |

ITT = Individuellt tempolopp, TTT = lagtempolopp